# Одноцветная гимносарда
Одноцветная гимносарда, или одноцветная пеламида (лат. Gymnosarda unicolor) — вид лучепёрых рыб семейства скумбриевых, единственный представитель рода гимносард (Gymnosarda). Широко распространены в Индо-Тихоокеанской области.

## Описание
Максимальная длина составляет 248 см. Максимальная зарегистрированная масса 131 кг. У одноцветных гимносард удлинённое, несколько сжатое с боков тело. Рот крупный. Окончание верхней челюсти достигает вертикали, проходящей через середину глаза. Зубы крупные, конические. На верхней челюсти 14—31, а на нижней 10—24 зубов. На языке имеется 2 области, покрытые зубами. На первой жаберной дуге 11—14 жаберных тычинок. В обонятельной розетке 48—56 пластинки. Межглазничное пространство равно 32,1—40 % длины головы. Имеется два спинных плавника, расположенных близко друг к другу. В первом спинном плавнике 13—15 колючих лучей, край плавника прямой. Во втором спинном плавнике 17—19 мягких лучей. Позади второго спинного плавника пролегает ряд из 6—7 мелких плавничков. Грудные плавники короткие, образованы 25—28 лучами. Они не достигают воображаемой линии, проведённой через начало промежутка между спинными плавниками. Между брюшными плавниками имеется относительно большой одиночный выступ. В анальном плавнике 12—13 мягких лучей. Позади анального плавника пролегает ряд из 6 мелких плавничков. Хвостовой стебель тонкий. По обе стороны хвостового стебля пролегают длинный медиальный киль и 2 небольших киля по бокам от него ближе к хвостовому плавнику. В туловищном и хвостовом отделах позвоночника по 19 позвонков. Печень с удлинёнными левой и правой долей и короткой центральной долей. За исключением корсета в передней части тела, у боковой линии и области вокруг основания спинного плавника кожа голая. Плавательный пузырь большой. Боковая линия волнообразная. Спина и верхняя часть тела блестяще-иссиня-чёрного цвета. Нижняя часть тела и брюхо серебристые. На теле нет пятен, линий и других отметин. Передний край первого спинного плавника тёный; другие плавники сероватые.

## Биология
Гимносарда часто встречается около рифов, где она является одним из сверххищников, разделяя это положение с желтопёрым каранксом и акулами.
Одноцветные пеламиды предпочитают охотиться в одиночку или небольшими стаями и способны развивать скорость до 80 км/ч. 

## Ареал
Широко распространены в Индо-Тихоокеанской области от Красного моря и восточного побережья Африки до Французской Полинезии; на севере до Японии и на юге до Австралии.

## Взаимодействие с человеком
Гимносарда является объектом спортивной рыбалки, хотя употребление взрослых особей в пищу может вызвать отравление.